# Sven (Schweden)
Sven von Schweden, Opfer-Sven (schwedisch Blot-Sven; * um 1050; † um 1087) war von etwa 1084 bis zu seinem Tod König der Svear. Alle Informationen zu Sven stammen aus Legenden oder Dichtungen, da keine Indizien durch die historisch-wissenschaftliche Geschichtsschreibung nachweisbar sind.

## Leben

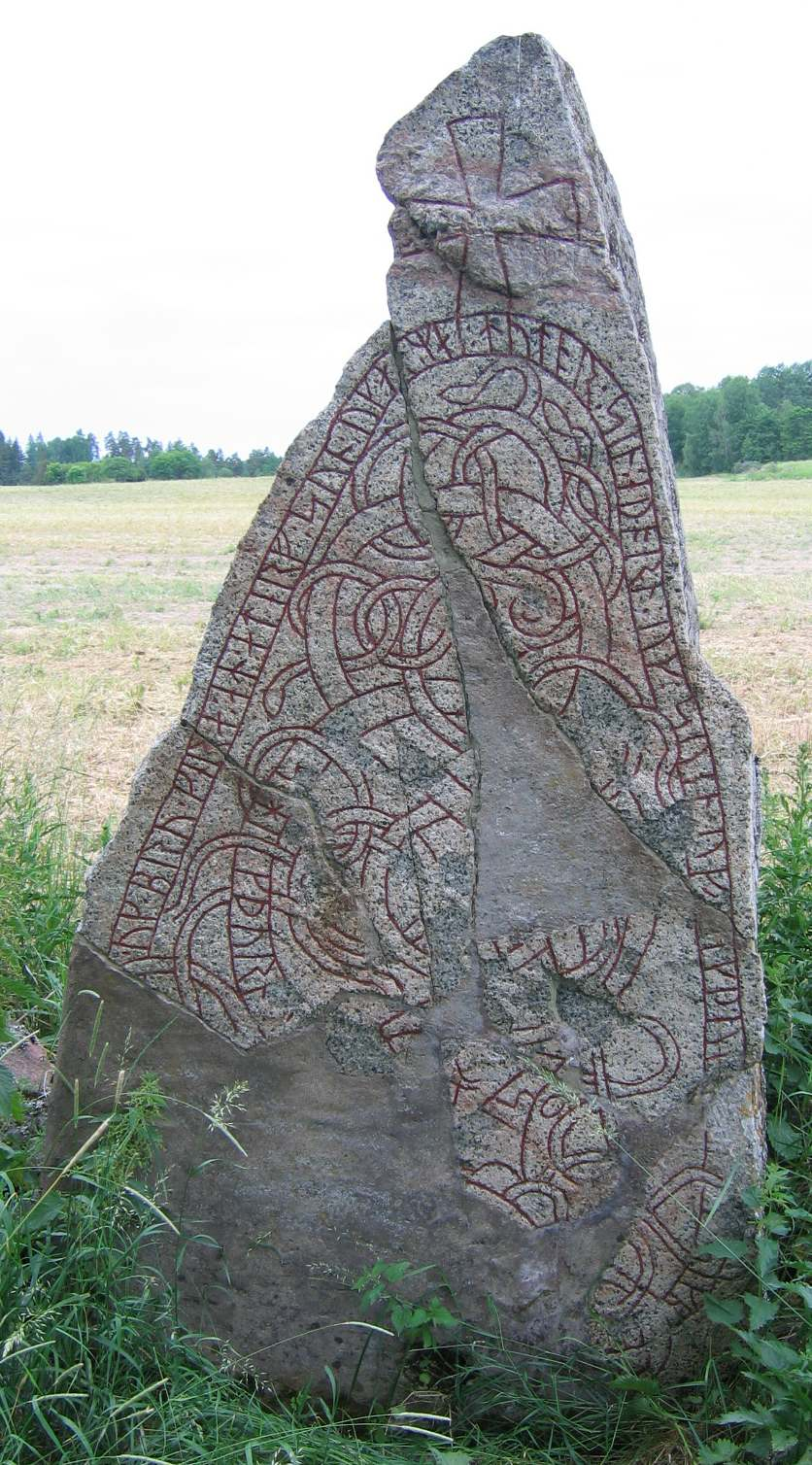
Runenstein U 861 Norsta

In der isländischen Hervararsagan heißt es, dass König Inge I. eine Frau namens Mær geheiratet hatte, deren Bruder Sven genannt wurde. König Inge, der als Anhänger des Christentums galt, wollte den von den Schweden abgehaltenen nationalen „Blot“ abschaffen. Das schwedische Wort blot bedeutet Opfer (Blót). Als nun Inge gegenüber den Ratsmitgliedern von Alt-Uppsala verdeutlichte, dass er nicht bereit sei beim Thing zu opfern, wurde ihm mit der Aberkennung der Königsrechte gedroht. Als er bei seinem Standpunkt blieb, trat sein Schwager Sven oder Sverker vor und versicherte, dass er bereit sei zu opfern, wenn er dadurch König würde. Dies brachte ihm den Namen „Blot-Sven“ ein. Auf einem Runenstein Norsta wurde eine Inschrift gefunden, die von Erik Brate als ”Sigþorn och (läto) resa sten och göra bro efter Adärv, sin son, och Mö, sin dotter, Etorn och Sven och Vigtorn (och) Sigbiorn (efter) sina (syskon)” interpretiert wurde. Er meinte dort sowohl den Namen Mær (oder Mö) als auch den ihres Bruders Sven herauszulesen. Blot-Sven hatte seinen Schwager Inge als König abgelöst. Drei Jahre später, um 1087, kehrte Inge von Västergötland mit einem großen Heer nach Alt-Uppsala zurück und ließ Blot-Svens Hof in Brand setzen. Bei dem Überfall wurde Sven von Inge erschlagen, als er versuchte den Flammen zu entkommen.
Laut einigen Quellen soll Sven ein Sohn von Haakon Röde gewesen sein. Dies wird jedoch von vielen Kommentatoren angezweifelt, da es bedeuten würde, dass Sven mit seiner Tante verheiratet war. Andere Quellen behaupten, dass Sven der Sohn des Stammesoberhauptes Kol aus Östergötland war. Sven wurde wahrscheinlich in den 1050er Jahren geboren und soll mit einer Tochter von Stenkil Ragnvaldsson verheiratet gewesen sein.
Die eigentliche Opferzeremonie fand in Strängnäs statt und wird auch in einer Kirchenlegende beschrieben, die einige hundert Jahre später entstand. Der Grund dafür war die hierbei erfolgte Ermordung des Heiligen Eskil. Es wird berichtet, dass Ochsen und Schafe für die alten Götter geopfert wurden und dass es einen reichhaltigen Festschmaus zu Ehren der Götter und Opfer-Sven gab. Eskil stellte sich unbeeindruckt in die Mitte der Anhänger des heidnischen Glaubens und versuchte diese mit Reden auf den rechten Weg zu bringen. Die Anwesenden wurden wütend und steinigten den Mönch.
Nach dem Tod von Erik Årsäll, der als Sohn von Blot-Sven angesehen wird, und den die Schweden zunächst zu ihrem Herrscher wählten, ließ Inge I. den Tempel von Uppsala niederbrennen und beendete damit offiziell die Zeit des altnordischen Glaubens in Schweden.

## Rezeption
- 1824 verfasste Pehr Henrik Ling ein Trauerspiel mit dem Namen Blot-Sven[5]
- Im September 1870 begann August Strindberg ein historisches Drama in fünf Akten zu schreiben, das den Titel „Blot-Sven“ erhalten sollte. Er stellte diese Arbeit jedoch schon nach wenigen Wochen ein und verbrannte das Manuskript. Anfang 1871 schrieb er das Stück innerhalb von vierzehn Tagen zu einem Einakter mit dem Titel schwedisch Den fredlöse ‚Der Geächtete‘ um. Das Drama spielt in der isländischen Sagawelt. Der mittelalterliche Held Karl Thorfinn streitet gegen die christliche Lehre und wird dafür von Gott gestraft. Nachdem auch seine Tochter Gunlöd zum Christentum übergetreten war, gab er auf und erkannte den neuen Glauben an. Das Stück wurde am 16. Oktober 1871 am Dramatischen Theater in Stockholm uraufgeführt.[6] Das Stück verhalf Strindberg zu einem Stipendium durch König Karl XV. ein.[7]